# フィリップ・M・コンディット
フィリップ・M・コンディット（英語: Philip Murray Condit 、1941年8月2日 - ）は、アメリカの実業家。元ボーイングCEO
。

## 主な略歴
カリフォルニア州バークレーで誕生。幼い頃から航空愛好家で、18際で操縦士免許を取得した。1963年にカリフォルニア大学バークレー校で機械工学の学士号を取得し、1965年にはプリンストン大学で航空工学の修士号を取得。1975年にはマサチューセッツ工科大学スローン経営大学院のスローン・フェロー・プログラムにて経営学の修士号を取得。そして1997年、論文博士制度により博士(工学)・(東京理科大学)の学位を取得した。

## ボーイングキャリア
1965年に空力技術者としてボーイング社に入社し、以後超音速輸送プログラム（SST）に取り組む。同年、"sailwing"と呼ばれる柔軟な翼設計の特許を取得し、1968年には、ボーイング747高速構成のリードエンジニアとなる。1年以内に経営陣に進出し、その後1973年にボーイング727マーケティングのマネージャーに就任する。1974年にはマサチューセッツ工科大学スローン経営大学院のスローン・フェロー・プログラムに入る。1年後に経営学修士号（M.B.A.）を修了し、新しいプログラム計画のマネージャーとしてボーイングに戻った。
その後、1976年には707/727/737部門のプログラム管理ディレクター、1978年には757人のチーフプログラムエンジニア、その後1981年には757人のエンジニアリングディレクターに就任。1983年に757部門の副社長兼ゼネラルマネージャー。同じ年にRenton部門の副社長、1984年にBoeing Commercial Aircraft Company（BCAC）のセールスマーケティング担当副社長を歴任する。1986年には、BCACのエグゼクティブバイスプレジデント兼ジェネラルマネージャー、その後777プログラム部門のエグゼクティブバイスプレジデント兼ゼネラルマネージャーに就任した。

### 会長・退職
1992年、ボーイングの社長と取締役会のメンバーに選出される。4年後、CEOに就任し、1997年には会長に選出され、設立以来7代目の会長に就任した。2003年12月1日に辞任するまでの期間会長職となり、その後2004年3月に退職した。この辞任によって、ボーイングは米国空軍とのタンカー契約の凍結からの落ち込みを余儀なくされる。

### 合併・買収
最高経営責任者（CEO）としての期間中、いくつかの合併買収を実施している。Rockwell AerospaceとHughes Space＆Communicationsを買収し、1997年にマクドネル・ダグラスとの合併を行った。

## 私生活
4回結婚している。
統治機関であるBoy Scouts of Americaの全国執行委員会のメンバー。

## 栄典
- Kokusai Shimin Sho (International Citizens Award), Japan America Society, 1997.
- Chief Executive Officer of the Year, Financial World, 1997.
- Ronald H. Brown Standards Leadership Award, 1997.
- Peter F. Drucker Strategic Leadership Award, 1998.
- Distinguished Engineering Alumnus Award, University of California, Berkeley, 1998.
- Distinguished Eagle Award, Air Command and Staff College, 1999.
- International von Karman Wings Award, The Aerospace Historical Society, 1999.